# فوسفات ثنائي نيوكليوتيد الأدينين وأميد النيكوتين
نيكوتيناميد أدينين ثنائي نوكليوتيد الفوسفات (بالإنجليزية: Nicotinamide adenine dinucleotide phosphate)‏ مركب كيميائي يرمز له اختصارا بـ NADP ، أو TPN اختصارا لـ triphosphopyridine nucleotide، هو عامل مساعد في تفاعلات التمثيل الغذائي، مثل الدهون وتوليف الحمض النووي والتي تتطلب NADPH كعامل مختزل.
NADPH هو صورة مختزلة من +NADP.
يختلف +NADP عن +NAD في وجود مجموعة الفوسفات إضافية على المكان 2 من حلقة الريبوز الذي يحمل المجموعة الوظيفية للأدينين.

## في النباتات
في الكائنات الضوئية، تنتج NADPH بواسطة Ferredoxin—NADP+ reductase في الخطوة الأخيرة من سلسلة الإلكترون من التفاعل الضوئي من التمثيل الضوئي. يتم استخدامه كعامل مختزل في دورة كالفن لهضم ثاني أكسيد الكربون حيث يساعد في تحويل ثاني أكسيد الكربون إلى جلوكوز. كما يستخدم في اختزال النترات إلى أمونيا في دورة النيتروجين.

## في الحيوانات

### التخليق
المصدر الرئيسي لـ NADPH في الحيوانات والكائنات الحية الأخرى التي لا تقوم بالتمثيل الضوئي هو مسار فوسفات البنتوز. 
ومع ذلك، هناك عدة آليات أخرى أقل شهرة لتوليد NADPH، وكلها تعتمد على وجود الميتوكوندريا. الإنزيمات الأساسية في هذه العمليات هي: NADP انزيم مرتبط الماليك (NADP-linked malic enzyme)، و NADP المرتبطة نازعة هيدروجين الإيزوسيترات (isocitrate dehydrogenase)، ونيكوتيناميد النوكليوتيدات (transhydrogenase). وتعد آلية نزع هيدروجين الإيزوسيترات المصدر الرئيسي للـ NADPH في الدهون وربما أيضا خلايا الكبد. وفي الميتوكوندريا أيضا، NADH كيناز يُنتِج NADPH وADP، وذلك باستخدام NADH و ATP.

### الوظائف البيولوجية
يوفر NADPH مكافئات تقليل التفاعلات البنائية والأكسدة والاختزال المشاركة في الحماية ضد سُمِّية ROS (أنواع الأكسجين التفاعلية)، والسماح بإعادة إنتاج GSH (الجلوتاثيون المختزل). يستخدم NADPH أيضا لمسارات الابتناء، مثل تركيب الدهون، تركيب الكولسترول، واستطالة سلسلة الأحماض الدهنية. 
نظام NADPH مسؤول أيضا عن توليد الجذور الحرة في الخلايا المناعية. وتستخدم هذه الجذور في تدمير مسببات الأمراض في عملية تسمى الانفجار التنفسي (respiratory burst). فهو مصدر للمكافئات المختزلة لالسيتوكروم P450 هيدروكسيل من المركبات العطرية، والمنشطات، والكحول، والعقاقير.